# Grajewo (Landgemeinde)
Die gmina wiejska Grajewo ist eine selbständige Landgemeinde in Polen im Powiat Grajewo in der Woiwodschaft Podlachien. Ihr Sitz befindet sich in der Stadt Grajewo (belarussisch Гра́ева).

## Geographie

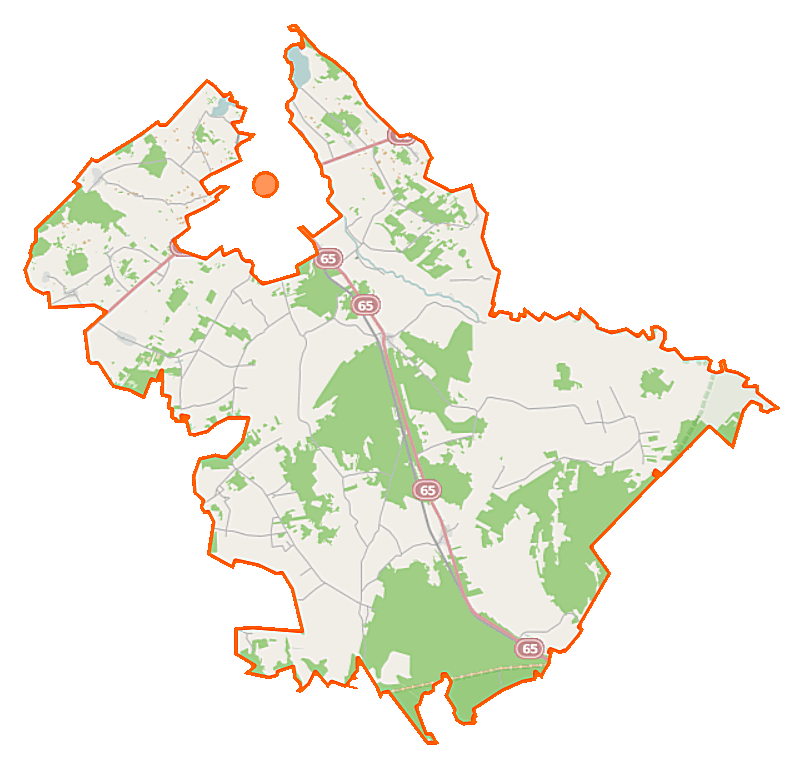
Karte der Landgemeinde

Die Landgemeinde umfasst die Stadt Grajewo außer im Norden fast vollständig.

## Gemeindegliederung
Die Landgemeinde Grajewo, zu der die Stadt Grajewo selbst nicht gehört, hat eine Fläche von 308,13 km², auf der (Stand: 31. Dezember 2020) 5772 Menschen leben.
Zur Landgemeinde Grajewo gehören folgende 49 Ortschaften mit einem Schulzenamt:
Białaszewo
Białaszewo-Kolonia
Białogrądy
Boczki-Świdrowo
Brzozowa
Brzozowa Wólka
Chojnówek
Ciemnoszyje
Cyprki
Danówek
Dybła
Flesze
Gackie
Godlewo
Grozimy
Kacprowo
Kapice
Konopki
Konopki-Kolonie
Koszarówka
Koty-Rybno
Kurejewka
Kurejwa
Kurki
Lipińskie
Łamane Grądy
Łękowo
Łojki
Łosewo
Mareckie
Mierucie
Modzele
Okół
Pieniążki
Popowo
Przechody
Ruda
Sienickie
Sikora
Sojczyn Borowy
Sojczyn Grądowy
Sojczynek
Szymany
Szymany-Kolonie
Toczyłowo
Uścianki
Wierzbowo
Wojewodzin
Zaborowo
Orte der Gemeinde ohne Schulzenamt sind Białaszewo Leśniczówka, Kolonia Białogrądy, Elżbiecin, Kolonie Sojczyn Borowy, Podlasek und Wojewodzin Osada.